# Jeruzalémské brigády (Sýrie)
Jeruzalémské brigády (Arabsky: لواء القدس, Liwa Al-Quds) jsou Syrsko-palestinská provládní ozbrojená skupina, zformovaná roku 2013 inženýrem Muhammadem al-Sa’eedem. Od svého založení do začátku roku 2015 bylo zabito asi 200 a zraněno asi 400 jejich příslušníků. Skupina se skládá převážně ze sunnitských Palestinců z uprchlického tábora Al-Nayrab (Aleppo). Jeruzalémské brigády jsou pravděpodobně největší vládní pomocnou jednotkou působící v guvernorátu Aleppo.